# Purdikanaal
Het Purdikanaal of Pärnu-Jägalakanaal (Estisch: Purdi kanal of Pärnu-Jägala kanal) is een kanaal dat door de Estische gemeente Paide loopt. Het kanaal verbindt de rivieren Pärnu en Jägala. Het heeft een lengte van 4,3 km en een stroomgebied van 10,6 km².

## Geschiedenis
Het kanaal is niet bedoeld voor de scheepvaart, maar om de drinkwatervoorziening voor de hoofdstad Tallinn veilig te stellen. De Jägala staat in verbinding met het Ülemistemeer, het drinkwaterreservoir van Tallinn. Dankzij het Purdikanaal kan in tijden van droogte ook water uit de Pärnu naar het meer worden geleid. Het kanaal is aangelegd in 1975, toen Tallinn grote problemen had met de drinkwatervoorziening. Mede dankzij het Purdikanaal zijn de problemen van 1975 niet meer teruggekomen.

## Verloop
Het kanaal begint in het dorp Purdi op een afstand van ongeveer 4,5 km van de bron van de Pärnu bij de plaats Roosna-Alliku, loopt over het grondgebied van het dorp Sõmeru en komt op de grens tussen de dorpen Sõmeru en Nurme uit op de Jägala. Die plek ligt op ongeveer 8 km van de bron bij het dorp Ahula. Het kanaal vormt op de kaart een bijna rechte lijn.